# (29968) 1999 JE106
A (29968) 1999 JE106 a Naprendszer kisbolygóövében található aszteroida. A LINEAR projekt keretében fedezték fel 1999. május 13-án.